# Kysseliwka (Korjukiwka)
Kysseliwka (ukrainisch Киселівка; russisch Киселёвка Kisseljowka) ist ein Dorf in der ukrainischen Oblast Tschernihiw mit etwa 900 Einwohnern (2021).

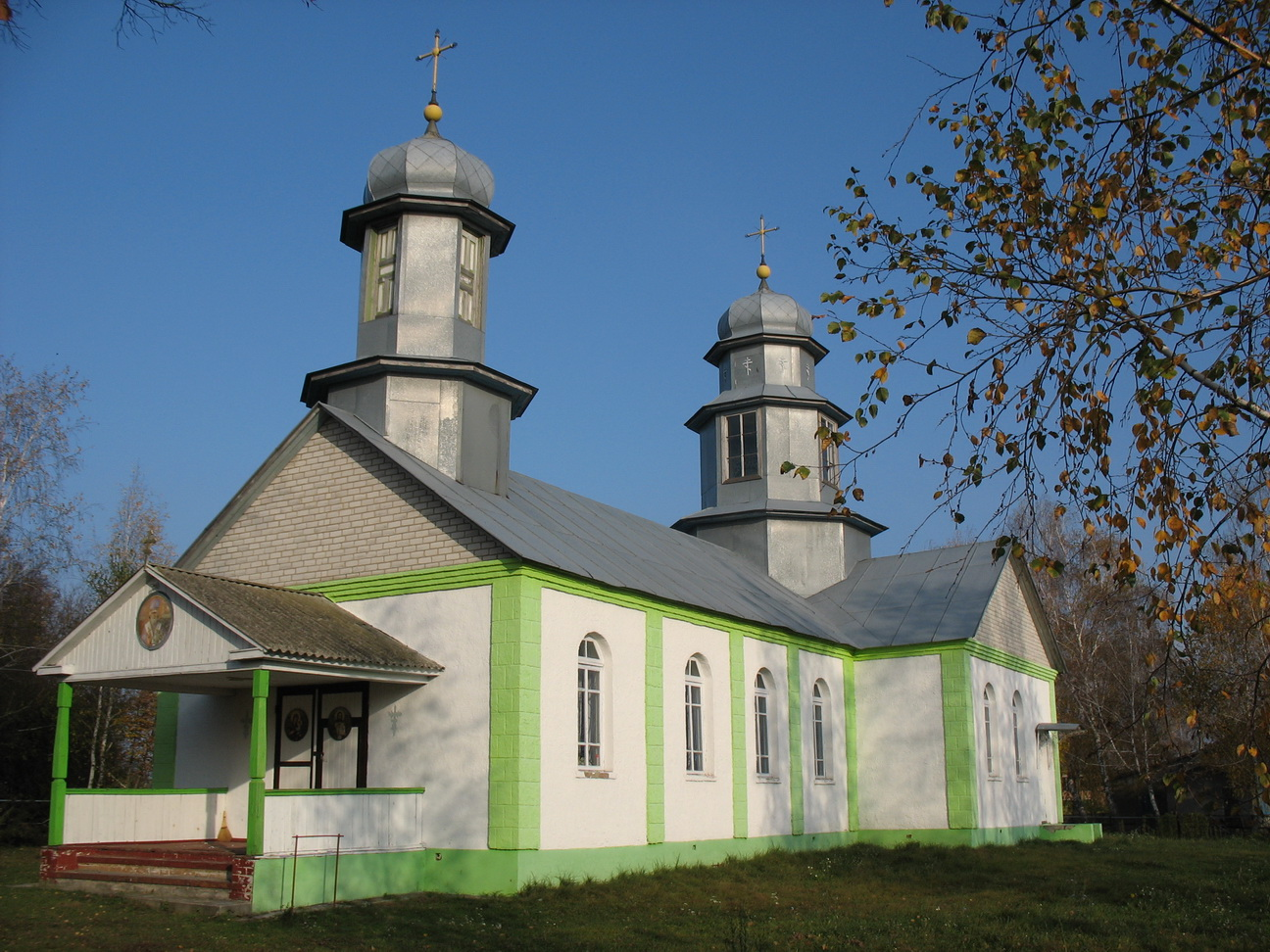
Kirche im Dorf

Das in der Mitte des 17. Jahrhunderts gegründete und nach Adam Kisiel benannte Dorf hatte 1866 2402 Einwohner.
Die Ortschaft liegt in Polesien auf einer Höhe von 126 m am Ufer der Mena (Мена), einem Nebenfluss der Desna, 65 km östlich vom Oblastzentrum Tschernihiw.
Durch das Dorf verläuft die Territorialstraße T–25–36, die nach 10 km in südliche Richtung, im Gemeinde- und ehemaligen Rajonzentrum Mena, auf die Regionalstraße P–12 von Tschernihiw nach Nowhorod-Siwerskyj trifft.
Am 25. Dezember 2016 wurde das Dorf ein Teil der neugegründeten Stadtgemeinde Mena, bis dahin bildete es zusammen mit dem Dorf Komariwka (Комарівка) sowie der Ansiedlung Prohres (Прогрес) die gleichnamige Landratsgemeinde Kysseliwka (Киселівська сільська рада/Kysseliwska silska rada) im Nordosten des Rajons Mena.
Am 17. Juli 2020 kam es im Zuge einer großen Rajonsreform zum Anschluss des Rajonsgebietes an den Rajon Korjukiwka.